# Gonypetella carinata
Gonypetella carinata är en bönsyrseart som beskrevs av Johann Heinrich Kaltenbach 1990. Gonypetella carinata ingår i släktet Gonypetella och familjen Mantidae. Inga underarter finns listade i Catalogue of Life.